# Spinomantis aglavei
A Spinomantis aglavei  a kétéltűek (Amphibia) osztályába és  a békák (Anura) rendjébe, az aranybékafélék (Mantellidae) családjába tartozó faj. 

## Előfordulása
Madagaszkár endemikus faja. A Marojejy-hegytől az Andonahela Nemzeti Parkig, a tengerszinttől 1500 m-es magasságig honos. 

## Nevének eredete
Nevét Mr. Aglave, az Andevoranto tartomány helytartója tiszteletére kapta.

## Taxonómiai besorolása
A fajt leírásakor eredetileg a Rhacophorus nembe sorolták, ahonnan Guibé 1947-ben a Boophis nembe helyezte át. Ezt követően Rose Marie Antoinette Blommers-Schlösser 1979-ben a Mantidactylus nembe sorolta. Dubois ezt a fajt tette meg a Spinomantis alnem típuspéldányává; az alnemet később, 2006-ban önálló nem rangra emelték.
Oskar Boettger a Rhacophorus sikorae fajt 1913-ban írta le, de ezt a nevet Barbour és Loveridge 1946-ban a Spinomantis aglavei fiatalabb szinonímájának tekintette.

## Megjelenése
Közepes méretű Spinomantis faj. Mérete 40–50 mm. Háta zöldes barna, fakéregre hasonlít. Hátsó lábán keresztirányú sávok láthatók. Hasi oldala fehéres. Bőre kissé szemcsés. A hímeknek egyszeres hanghólyagjuk van.

## Természetvédelmi helyzete
A vörös lista a nem fenyegetett fajok között tartja nyilván. Több védett területen is megtalálható.